# Obsequio á el maestro
Hommage au maître
L'eau-forte Obsequio á el maestro (en français Hommage au maître) est une gravure de la série Los caprichos du peintre espagnol Francisco de Goya. Elle porte le numéro 47 dans la série des 80 gravures. Elle a été publiée en 1799.

## Interprétations de la gravure
Il existe divers manuscrits contemporains qui expliquent les planches des Caprichos. Celui qui se trouve au Musée du Prado est considéré comme un autographe de Goya, mais semble plutôt chercher à dissimuler et à trouver un sens moralisateur qui masque le sens plus risqué pour l'auteur. Deux autres, celui qui appartient à Ayala et celui qui se trouve à la Bibliothèque nationale, soulignent la signification plus décapante des planches.
- Explication de cette gravure dans le manuscrit du Musée du Prado :
Es muy justo: Serían discípulos ingratos, si no visitaran a su catedrático, aquien deben todo lo que saben en su diabólica facultad.
(C'est très juste: ce seraient des disciples ingrats, s'ils ne rendaient pas visite à leur professeur, à qui ils doivent tout ce qu'ils savent dans sa faculté diabolique.)[2].

- Manuscrit de Ayala :
Frailes y monjas más...turbadores.
(Frères et sœurs encore plus... fauteurs de troubles)[2].

- Manuscrit de la Bibliothèque nationale :
Las monjas y frailes que adoran la lujuria, cuyo simulacro se ve delante de la figura cabruna, no tienen más arbitrio regularmente que tocarse la pera, o tener policiones continuas.
(Les sœurs et frères qui adorent la luxure, dont le simulacre se voit devant la figure caprine, n'ont pas d'autres solutions que de se toucher la poire[3], ou d'avoir des pollutions continues )[2].

## Technique de la gravure

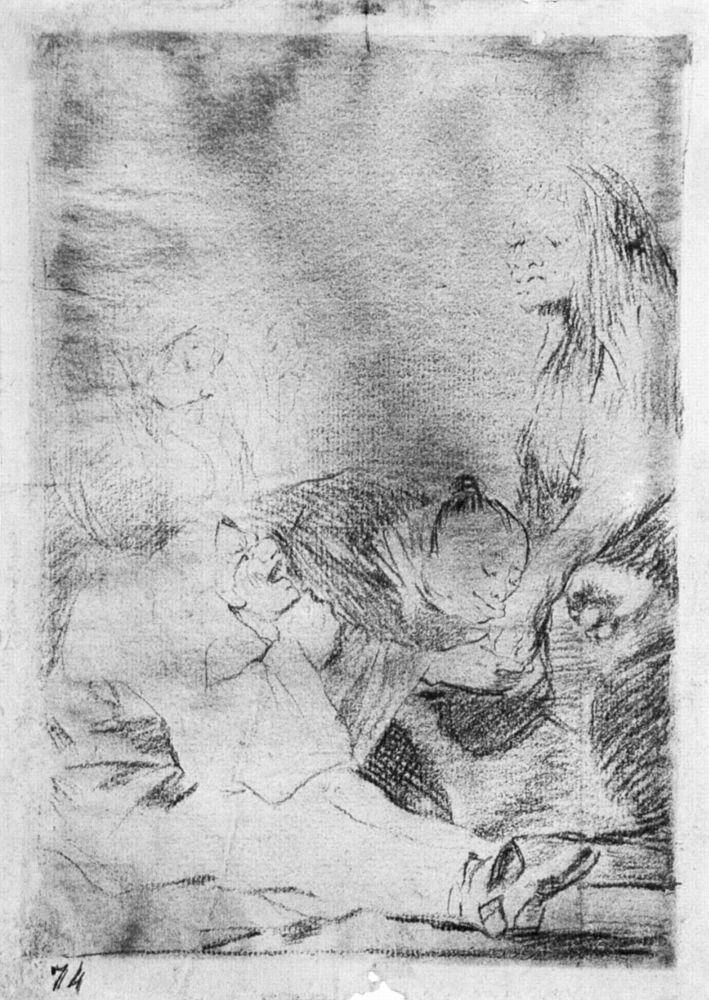
Dessin préparatoire.

L'estampe mesure 215 × 148 mm sur une feuille de papier de 306 × 201 mm.
Goya a utilisé l'eau-forte, l'aquatinte et le burin.
Le dessin préparatoire est à la sanguine. Dans le coin inférieur gauche, au crayon est écrit « 74 ». Le dessin préparatoire mesure 204 × 150 mm.

## Catalogue
- Numéro de catalogue G02135 de l'estampe au Musée du Prado.
- Numéro de catalogue D04382 du dessin préparatoire au Musée du Prado.